# Могильниці
«Моги́льниці» (фр. Les Tombales) — новела французького письменника Гі де Мопассана, видана у 1891 році. Сюжет твору розповідає про різновид завуальованої проституції, коли жінки в облудний спосіб знайомляться з чоловіками на кладовищі.

## Історія
Новела «Могильниці» вперше була надрукована в газеті «Gil Blas» 9 січня 1891 року, згодом вона увійшла в друге доповнене перевидання збірки «Дім Тельє». Українською мовою її переклав видатний поет і перекладач Максим Рильський. Перше українське видання новели побачило світ у видавництві художньої літератури «Дніпро» у восьмитомному зібранні творів Гі де Мопассана. Крім того, вона увійшла до двотомного зібрання вибраних творів письменника, яке побачило світ у тому ж видавництві в 1990 році.
За мотивом «Могильниць» у 2002 році французький режисер Крістоф Барратьє поставив однойменний короткометражний фільм.

## Сюжет
П'ятеро старих парубків гомонять про паризьке життя. Один з них, Жозеф де Гардон, розповідає про свою пригоду на Монмартрському кладовищі. Він часто навідується туди до могили коханої жінки, а також гуляє алеями, роздивляючись надгробки і вивчаючи епітафії. Одного разу він побачив чарівну молодичку в глибокій жалобі, що плакала на свіжій могилі так сильно, що зрештою знепритомніла прямо у нього на очах. Галантний чоловік надав їй допомогу і провів до дому. Жінка запросила його до свого скромного помешкання. Розчулений її життєвою історією він запросив удовицю на обід.
Їхній легкий флірт тривав три тижні, після чого Жозеф, стомившись від цих відносин, покинув пасію під чемним приводом. По деякім часі він зустрів її на тому ж кладовищі, але вже не на могилі законного чоловіка, а під руку з іншим паном, що так само проводив її додому. Жінка дала зрозуміти Жозефу, що вони «не знайомі». Де Гардон міркує, скільки ще таких могильниць полюють за парубками і чиєю «удовою» вона була цього разу.